# Zgierz (Landgemeinde)
Die gmina wiejska Zgierz ist eine selbständige Landgemeinde in Polen im Powiat Zgierz in der Woiwodschaft Łódź. Ihr Sitz befindet sich in der Stadt Zgierz. Die Landgemeinde, zu der die Stadt Zgierz selbst nicht gehört, hat eine Fläche von 199 km², auf der (Stand: 31. Dezember 2020) 14.682 Menschen leben.

## Geographie
Die Landgemeinde liegt im Norden der Woiwodschaft und umfasst die Stadt Zgierz im Norden und Osten. 59 % des Gemeindegebiets werden landwirtschaftlich genutzt, 29 % sind mit Wald bedeckt.

## Geschichte
Von 1975 bis 1998 gehörte die Landgemeinde zur Woiwodschaft Łódź.

## Gemeindegliederung
Die Landgemeinde Głowno besteht aus folgenden 40 Ortschaften mit Schulzenämtern:
Astachowice • Bądków • Besiekierz Nawojowy • Besiekierz Rudny • Biała • Brachowice • Ciosny • Czaplinek • Dąbrówka Strumiany • Dąbrówka Wielka • Dzierżązna • Emilia • Gieczno • Glinnik • Grabiszew • Grotniki • Jasionka • Jedlicze A • Jedlicze B • Józefów • Kania Góra • Kębliny • Kwilno • Lorenki • Lućmierz-Ośrodek • Łagiewniki Nowe • Maciejów • Rogóźno • Rosanów • Skotniki • Słowik • Szczawin • Śladków Górny • Ustronie • Warszyce • Wiktorów • Władysławów • Wola Branicka • Wola Rogozińska und Wypychów.
Weitere Ortschaften sind: Adolfów • Ciosny (kolonia) • Cyprianów • Dąbrówka Malice • Dąbrówka Marianka • Dąbrówka Sowice • Dębniak • Florianów • Janów • Jeżewo • Kolonia Głowa • Kotowice • Krzemień • Leonardów • Leonów • Lućmierz-Las • Marcjanka • Michałów • Moszczenica • Osmolin • Ostrów • Palestyna • Podole • Rozalinów • Samotnik • Siedlisko • Smardzew • Stare Łagiewniki • Stefanów • Swoboda • Szczawin-Kolonia • Szczawin Mały • Szczawin Przykościelny • Ukraina • Wola Branicka-Kolonia • Wołyń und Zimna Woda.